# Contea di Phelps (Nebraska)
La contea di Phelps (in inglese Phelps County) è una contea dello Stato del Nebraska, negli Stati Uniti. La popolazione al censimento del 2000 era di 9 747 abitanti. Il capoluogo di contea è Holdrege.